# Gamblea malayana
Gamblea malayana är en araliaväxtart som först beskrevs av Murray Ross Henderson, och fick sitt nu gällande namn av C.B.Shang, Lowry och David Frodin. Gamblea malayana ingår i släktet Gamblea och familjen Araliaceae. Inga underarter finns listade.